# Ануска Наікнавер
Ануска Наікнавер — американська винахідниця, студентка, наймолодша особа, яка виграла Google Science Fair Award. На честь неї названо маленьку планету — 33118 Naiknaware.

## Винахід
У 13-річному віці Наікнавер створила перший прототип «розумного бинту», що попереджає лікарів, коли треба змінювати пов'язку. Для кращого загоєння глибокі рани потрібно тримати вологими. Вона створила спеціальні датчики, які визначають, коли знижується рівень вологості. Зробила ці датчики, видрукувавши фрактальні моделі з використанням чорнил із наночастинками графену.
Ануска Наікнавер виграла стипендію Google на 15 тисяч доларів і рік працюватиме за підтримки компанії «Lego».

## Нагороди
- Lego Education Builder Award
- 2016 Broadcom MASTERS competition (перше місце з математики)
- Google Science Fair Award